# Riego deficitario
El riego deficitario es un tipo de estrategia de riego que puede ser aplicada mediante diferentes tipos de métodos de irrigación. La aplicación correcta del riego deficitario requiere una buena comprensión de la respuesta del cultivo al agua (esto es, de la sensibilidad del cultivo al estrés de agua) así como del impacto económico de la reducción de cosechas. En las regiones donde los recursos hídricos son limitados puede ser más beneficioso para un agricultor maximizar la productividad del agua de cultivo en lugar de maximizar la cosecha por unidad de tierra. El agua ahorrada puede utilizarse para otros usos o para irrigar unidades extra de tierra. El riego deficitario en ocasiones se conoce como irrigación suplementaria incompleta o riego deficitario regulado.

## Definición
El riego deficitario ha sido analizado y definido formalmente como sigue:
"El riego deficitario es una estrategia de optimización en la cual la irrigación es aplicada durante las fases sensibles a la sequía de un cultivo. Fuera de estos períodos, la irrigación es limitada o incluso innecesaria si el agua de lluvia provee con una mínima cantidad de agua. La restricción del agua se limita a las fases fenológicas donde la sequía es tolerada, normalmente las etapas vegetativas y el período de maduración final. La aplicación total de la irrigación no es por lo tanto proporcional a los requerimientos de riego durante el ciclo de cultivo. Si bien esto inevitablemente resulta en el estrés por sequía de la planta y en la pérdida consecuente de producción, el riego deficitario maximiza la productivdad del agua de riego, la cual es el principal factor limitador (English, 1990). En otras palabras, el riego deficitario busca estabilizar los rendimientos y obtener la máxima productividad del agua de cultivo antes que los máximos rendimientos (Zhang y Oweis, 1999)."

## Experiencias con riego deficitario
Para algunos cultivos, los experimentos confirman que el riego deficitario puede incrementar la eficiencia sin reducciones del rendimiento severas. Por ejemplo, para el trigo de invierno en Turquía, el riego deficitario incrementó los rendimientos en un 65% comparado con el trigo de invierno bajo cultivo con agua de lluvia, y tuvo el doble de eficiencia en el uso del agua comparado con el cultivo completamente irrigado del trigo de invierno. Similares resultados positivos se han descrito para el algodón. Diferentes experimentos en Turquía e India indicaron que el uso de agua para riego del algodón podría reducirse en un 60% de los requerimientos de agua totales con pérdidas de rendimiento limitadas. De este modo, se logró una productividad del agua mayor y un equilibrio entre agua y nutrientes.
Algunos cultivos subutilizados de cosechas hortícolas también respondieron favorablemente al riego deficitario, como los experimentos realizados con el cultivo de la quinoa. Se pudo estabilizar los rendimientos en torno a las 1,6 toneladas por hectárea proveyendo de agua de riego suplementaria cuando faltó el agua de lluvia durante el establecimiento de la planta y en las fases reproductivas. Al aplicar el riego con agua durante todo el ciclo (irrigación completa) se redujo la productividad del agua. Igualmente se han logrado resultados positivos con este método en la viticultura y en el cultivo de árboles frutales.
Para otros cultivos, la aplicación del riego deficitario resultará en una menor eficiencia en el uso del agua y en el rendimiento, como es el caso del maíz.

## Modelización
Es necesaria la experimentación de terreno para la aplicación correcta del riego deficitario para un tipo de cultivo determinado en una región particular. Además, la simulación del balance hídrico de la tierra y el crecimiento del cultivo relacionado pueden ser una buena herramienta para apoyar la decisión de utilizar este tipo de riego